# Jiří Melantrich d’Aventin
Pour les articles homonymes, voir Aventin (homonymie).
Jiří Melantrich d’Aventin est un imprimeur et éditeur pragois de la Renaissance. Il a développé son imprimerie pour en faire une maison d'édition de taille européenne. La base de son activité était la publication de la Bible, et sa Bible de Melantrich, qui connut plusieurs éditions, était la traduction tchèque la plus répandue dans la seconde moitié du seizième siècle. Utraquiste, il publia un large éventail d'œuvres religieuses pour le public catholique et luthérien, de la littérature humaniste et de la poésie latine. Sa collaboration avec le médecin et botaniste italien Pietro Andrea Mattioli, pour son herbier eut un large retentissement. Son atelier a également produit des manuels et des dictionnaires, des ouvrages juridiques et de la fiction. Membre du conseil de la Vieille Ville pragoise, il fut anobli en 1557, reçut le nom d'Aventin et un blason. Lors de la Renaissance nationale tchèque des XVIIIe et XIXe siècles, son rôle pour la diffusion du tchèque fut souligné et rappelé : il publia en tout près de 260 textes en tchèque.

## Jeunesse
Il est né Jiří Černý probablement en 1511 dans une famille utraquiste de Rožďalovice, près de Nymburk, aujourd'hui en Bohême-Centrale. 
En 1534, il était bachelier à la faculté des arts de l'université Charles de Prague. On suppose qu'il a ensuite étudié à Wittemberg où enseignait Philippe Mélanchthon. C'est à cette époque qu'il changea de nom de famille et opta pour Melantrichos (brun, en grec), de tels phénomènes, comme la latinisation des noms, étant fréquents à l'époque.
Il n'a pas pu être prouvé qu'il ait rencontré Sigismund Gelenius, qui travaillait pour l'imprimerie de Johann Froben à Bâle. Il est par contre établi qu'il vivait en 1545 à Prostějov, pendant le règne de Jan IV. z Pernštejna (cs), et qu'il publia dans l'atelier de Jan Gunther le livre Doktora Urbana Rhegia rozmlouvání s Annou, manželkou svou (Conversation du docteur Urbanus Regius avec sa femme Anna), un ouvrage religieux.

## 1545-1549
En 1545 ou 1546, il s'établit à Prague, qui connaissait alors un essor économique important, et travailla pour l'imprimerie Severin-Kamp, en activité depuis 1488 et qui avait résisté à une période de crise dans les années 1520, donnant deux éditions de la Bible en 1529 et 1537,  la Bible Severýnova (cs). En 1544, il y avait une dizaine d'imprimeurs à Prague, et leur nombre continuait d'augmenter.
Melantrich fit venir de Moravie du matériel d'impression et publia une traduction en tchèque d'un nouveau livre d'Urbanus Regius, son catéchisme. 
Après l'échec de la révolte de la diète des États de Bohême en 1547, troisième révolte sous les Habsbourg après la guerre des Communautés de Castille (1520-1522) et la Révolte de Gand de 1539, Ferdinand Ier instaura une interdiction de publier des livres. Melantrich rejoignit donc l'atelier du vieillissant Bartoloměj Netolický (cs) qui, parce qu'il était catholique, était resté fidèle au monarque et échappait donc à l'interdiction de publier : officiellement employé, il était officieusement un partenaire à part entière, et le travail des deux peut être nettement distingué, notamment grâce à la typographie. Il publia des textes de Ferdinand Ier relatifs au soulèvement, ainsi qu'un texte religieux catholique, Testamentové a neb kšaftové dvanácti patriarchův (Testaments des douze patriarches). Néanmoins, il se préparait intensément à ce qui allait devenir en 1549 la Bible de Melantrich.

Couvertures
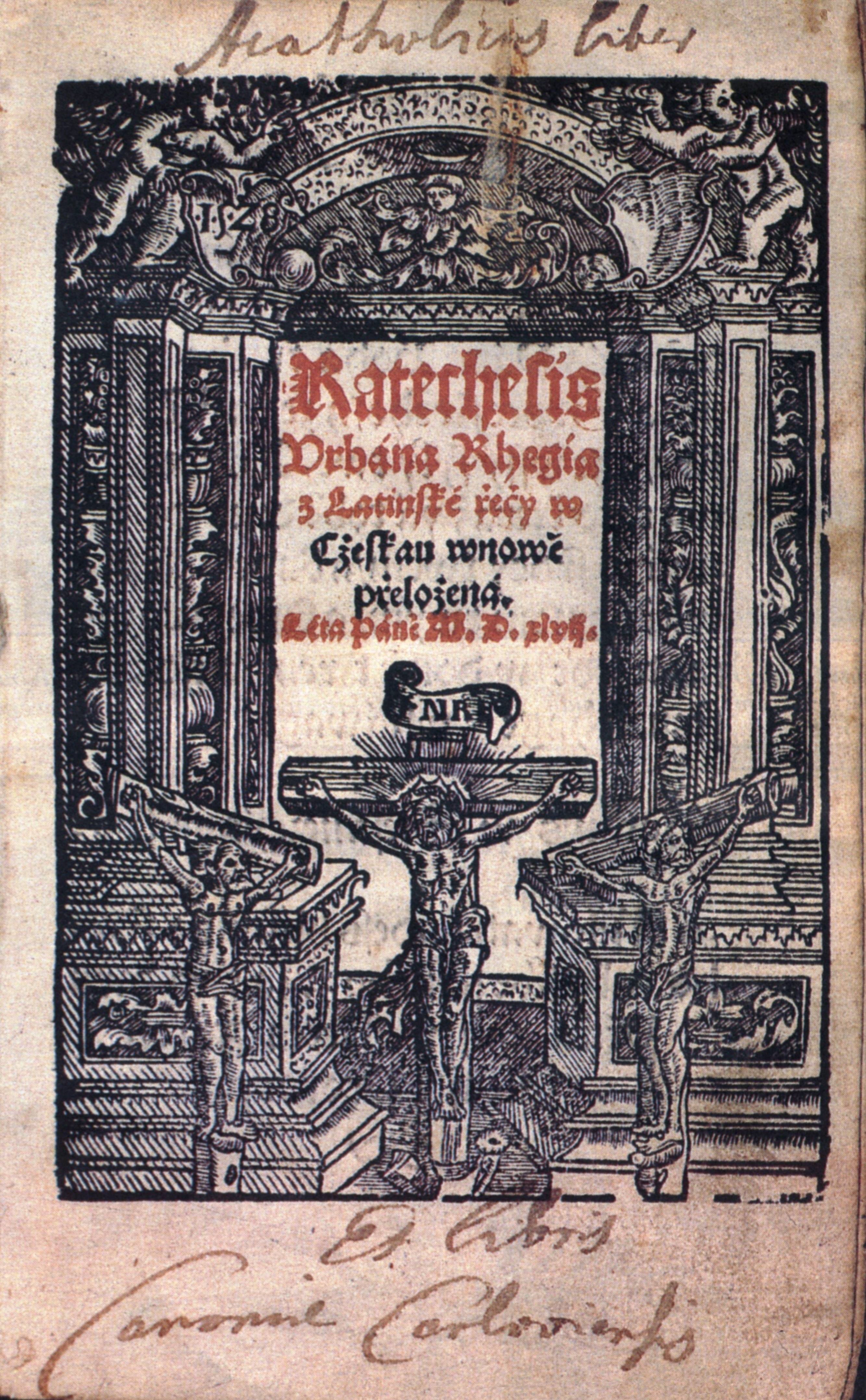
Catéchisme d'Urbanus Rhegius, 1547
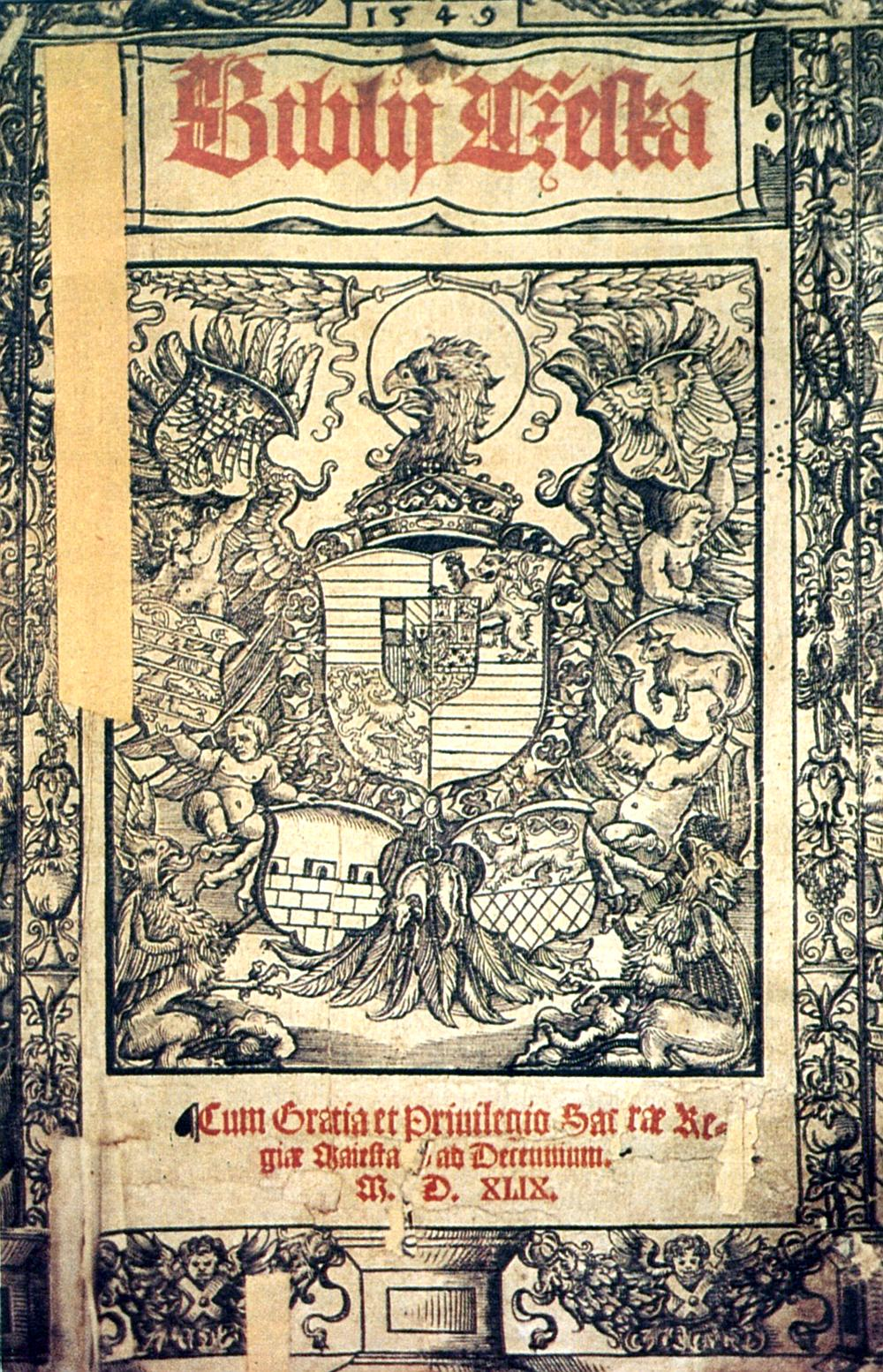
Bible de Melantrich, 1549
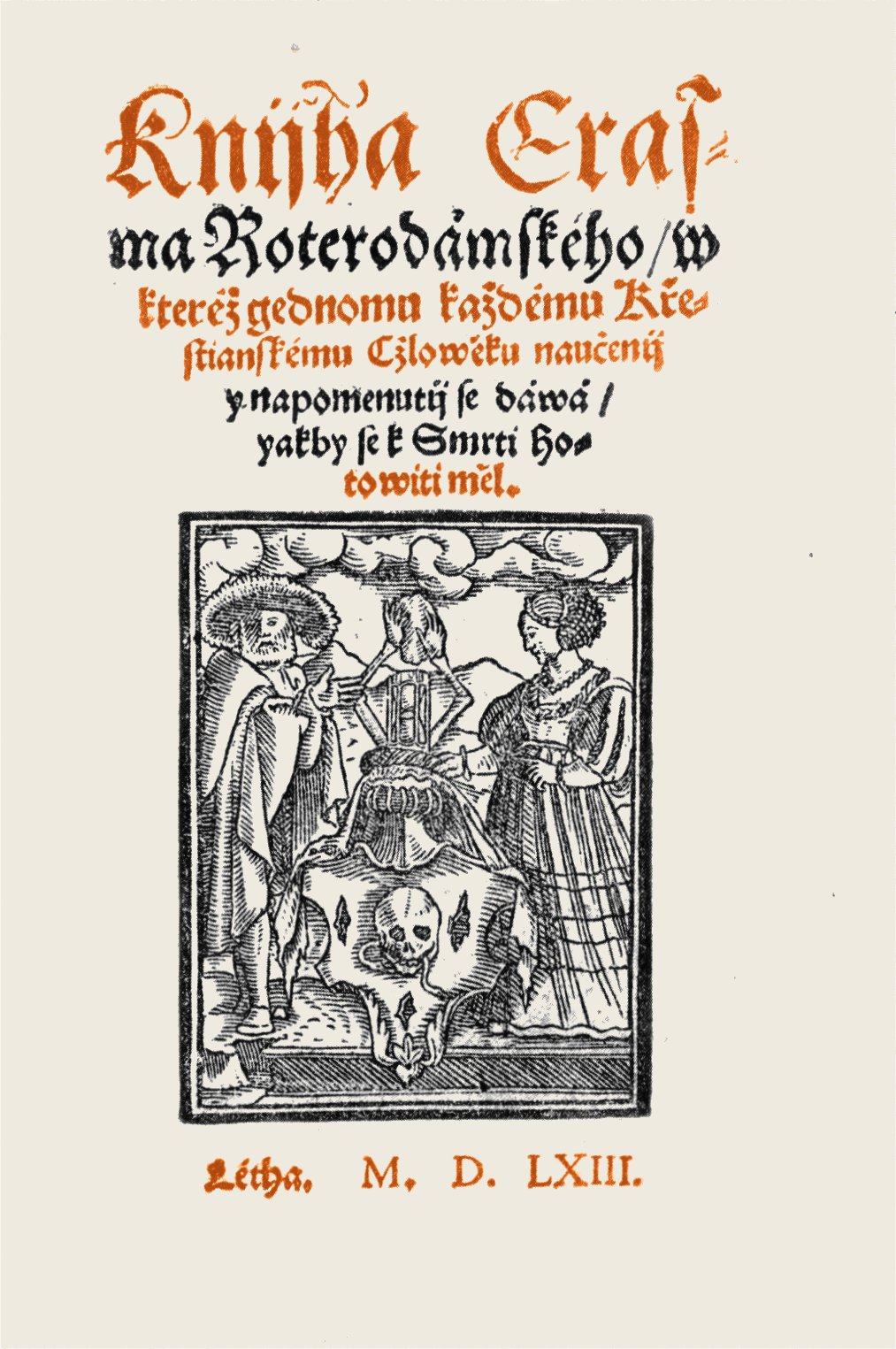
Érasme, Erasmi Roterodami Liber cum primis pius, De præparatione ad mortem, 1563
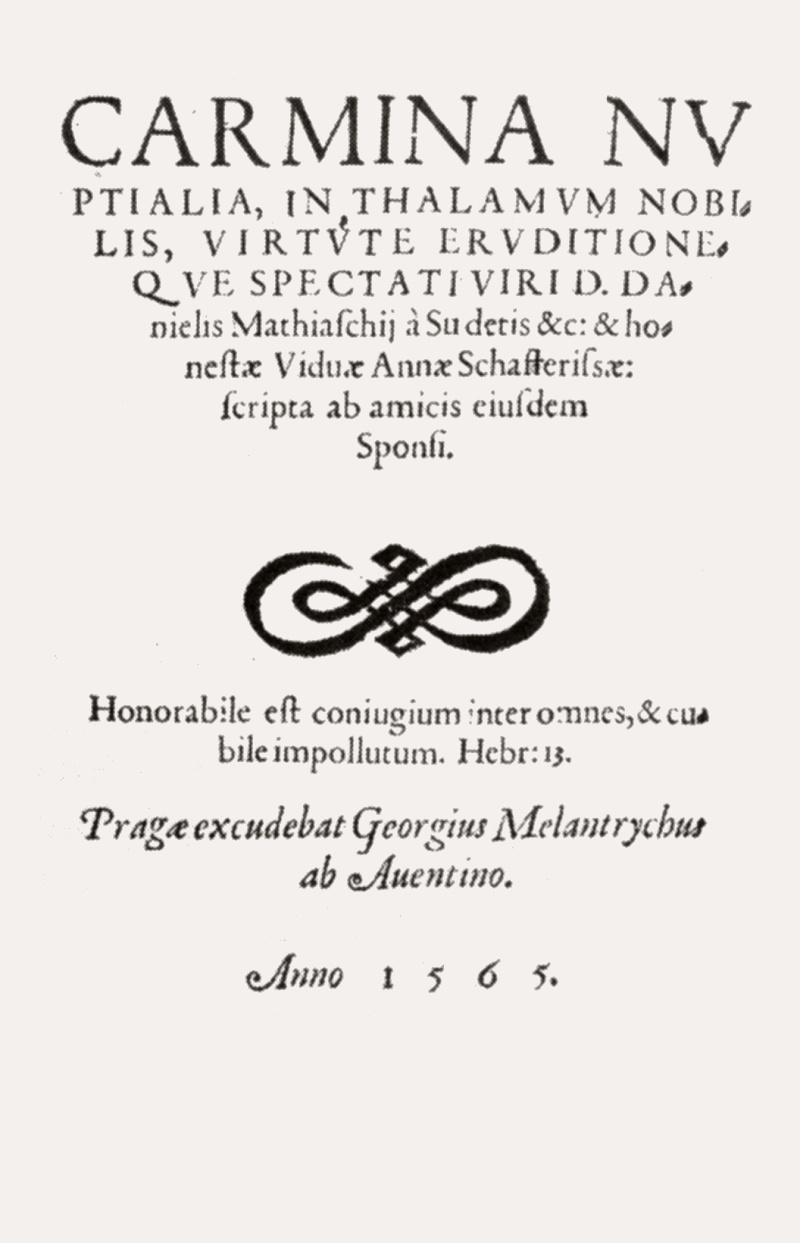
Recueil de poèmes pour le mariage de Daniela Matyáše ze Sudetu, 1565

## 1549-1554
Si publier la Bible en tchèque à partir du latin et de la Vulgate pouvait s'avérer lucratif et prestigieux, cela nécessitait beaucoup de travail et des ressources financières importantes, et donc un mécène, car il était alors impossible de contracter un prêt pour un tel projet. C'est probablement Netolický qui a fourni l'argent, et c'est aussi probablement lui qui a obtenu du monarque le privilège d'imprimer cette Bible pendant 10 ans, dont la traduction avait été revue par Sixt z Ottersdorfu (cs). Melantrich tira de cette publication un profit respectable, et l'impression de Bible allait devenir un des piliers de son entreprise. 
En 1552, Melantrich avait publié 17 autres titres qui, en dehors du Nouveau Testament, avaient eu une portée plus réduite, mais il reprend l'imprimerie de Netolický et devient indépendant. Or, depuis 1950, les privilèges n'étaient plus accordés aux livres, mais aux imprimeurs, et Melantrich avait pu acheter ce privilège à son ancien partenaire. Il déménagea de la Malá Strana pour aller dans la Vieille Ville, où il avait obtenu des droits civiques.
À cette époque, il publiait aussi des calendriers de saignées, des recueils de pratiques paysannes et dictons météorologiques, des livres de prières et un nouveau livre d'Urbanus Regius.

## 1554-1561

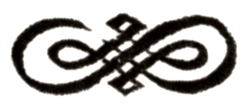
Vignete utilisée par Melantrich, comme les suivantes

Il se maria en 1554 mais son épouse mourut peu après. Il se maria de nouveau l'année d'après et délaissa l'imprimerie pour sa maison, où des travaux de rénovation l'attendaient. Il noua aussi des liens avec Jan Hodějovský z Hodějova (de) ou Tadeáš Hájek. Il eut aussi des contacts importants avec Ferdinand de Tyrol.
Melantrich publia sa deuxième édition de la Bible le 7 décembre 1556 : il y mit beaucoup d'énergie car le privilège expirait en 1559. Les seules nouveautés étaient une nouvelle page de titre et un nouveau signet. Immédiatement après l'impression de la Bible, il s'attela à d'autres ouvrages, comme les sermons de Johann Spangenberg (de). Les recueils de poésie étaient petits peu nombreux  mais d'une grande qualité typographique. L'un de ces recueils concernait le mariage de Guillaume de Rosenberg en février 1557, et ce n'est pas forcément un hasard si ce dernier soutint la publication d'un livre sur Le Livre de Ben Sira le Sage écrit par Caspar Huberinus (de) et traduit par Tomáš Rešl.
À la mi-août 1557, Melantrich reçut les armoiries et le nom de famille d'Aventin, qui fait référence à l'Aventin romain, l'une des sept collines de Rome, où se trouvait la première bibliothèque publique. Le 20 juin 1558, il devient conseiller municipal de la Vieille Ville, charge qu'il exercera jusqu'en 1579, mis à part une interruption entre 1560 et 1565.
Dans le domaine de l'édition,Melantrich  campe sur ses petits formats, comme pour le Nouveau Testament, et sur l'in-octavo pour les évangiles et les épîtres. Il continuait aussi à publier les calendriers pous les saignées, les almanachs et les actes du Böhmischer Landtag (de)

Couvertures
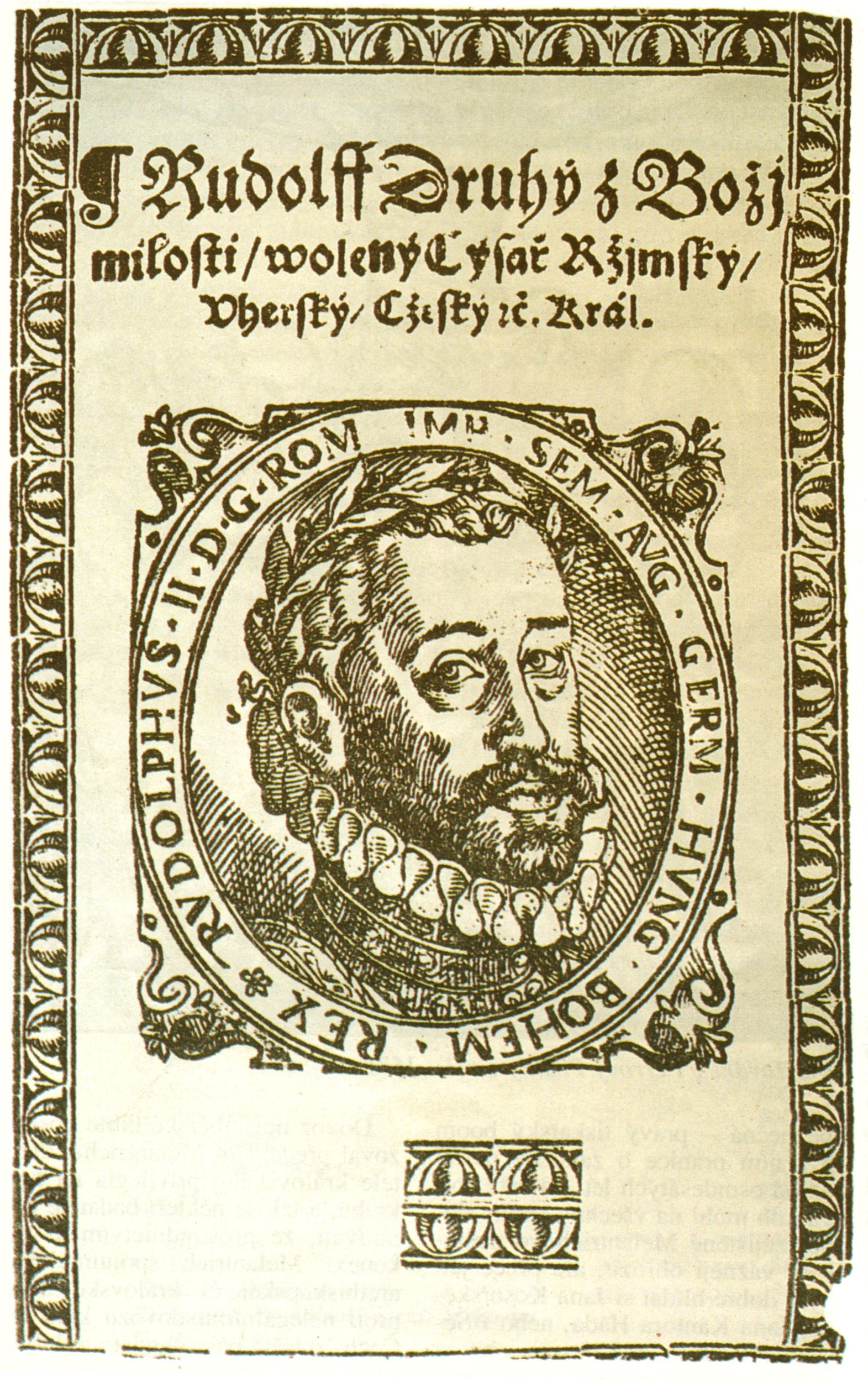
Rodolphe II, 1575
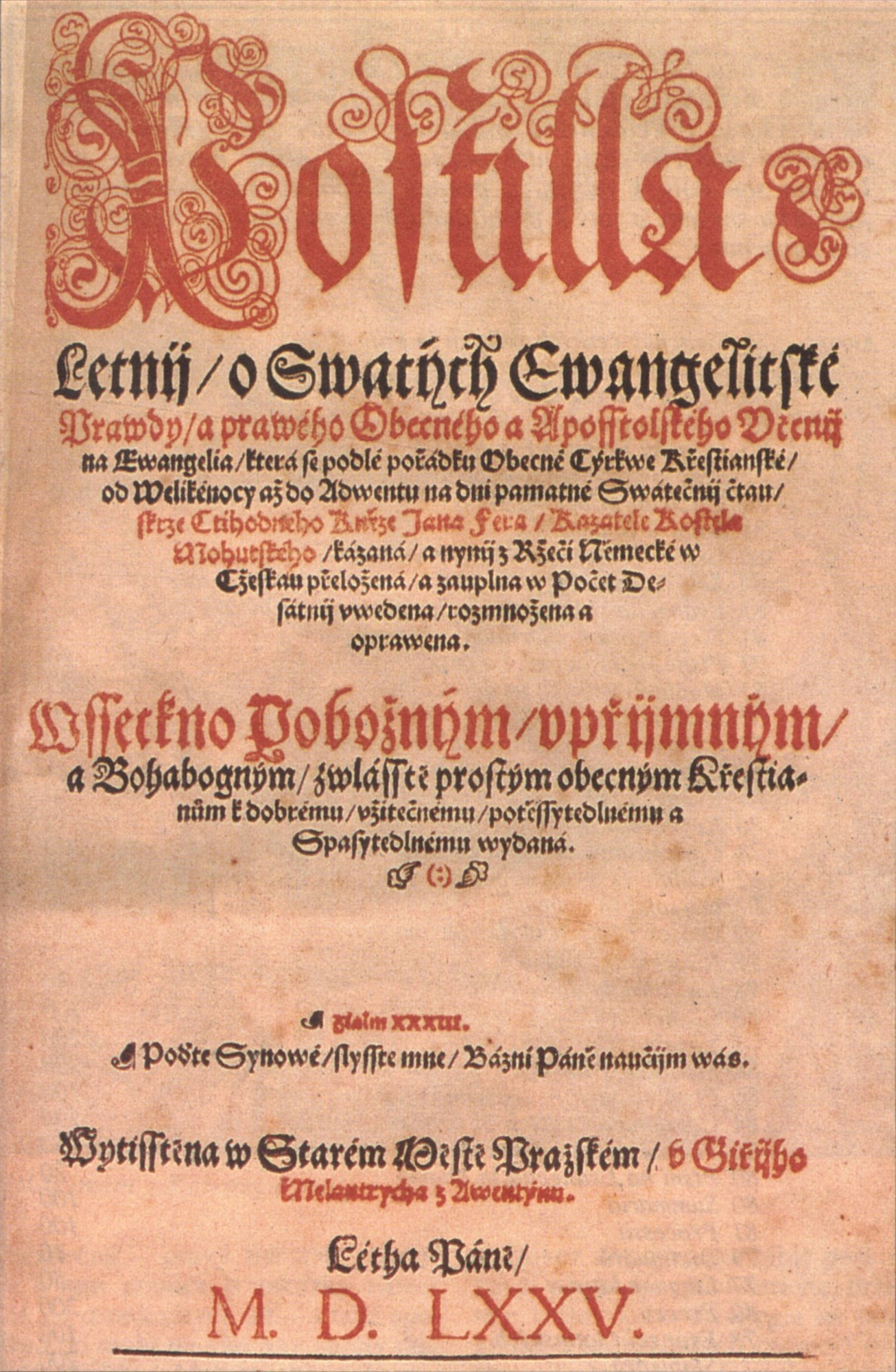
Apostille de Johann Ferro, 1575
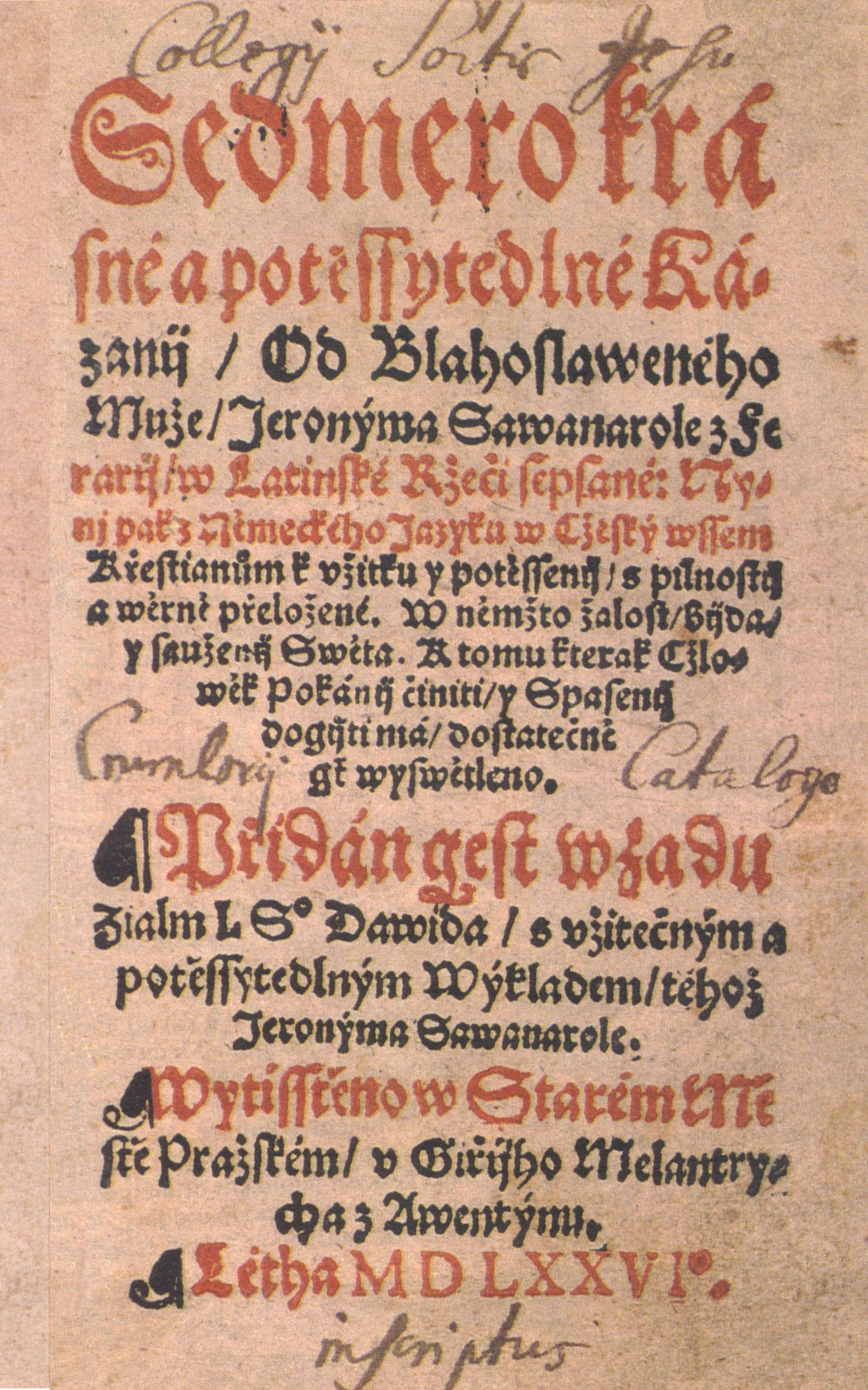
Sermons de Jérôme Savonarole, 1576
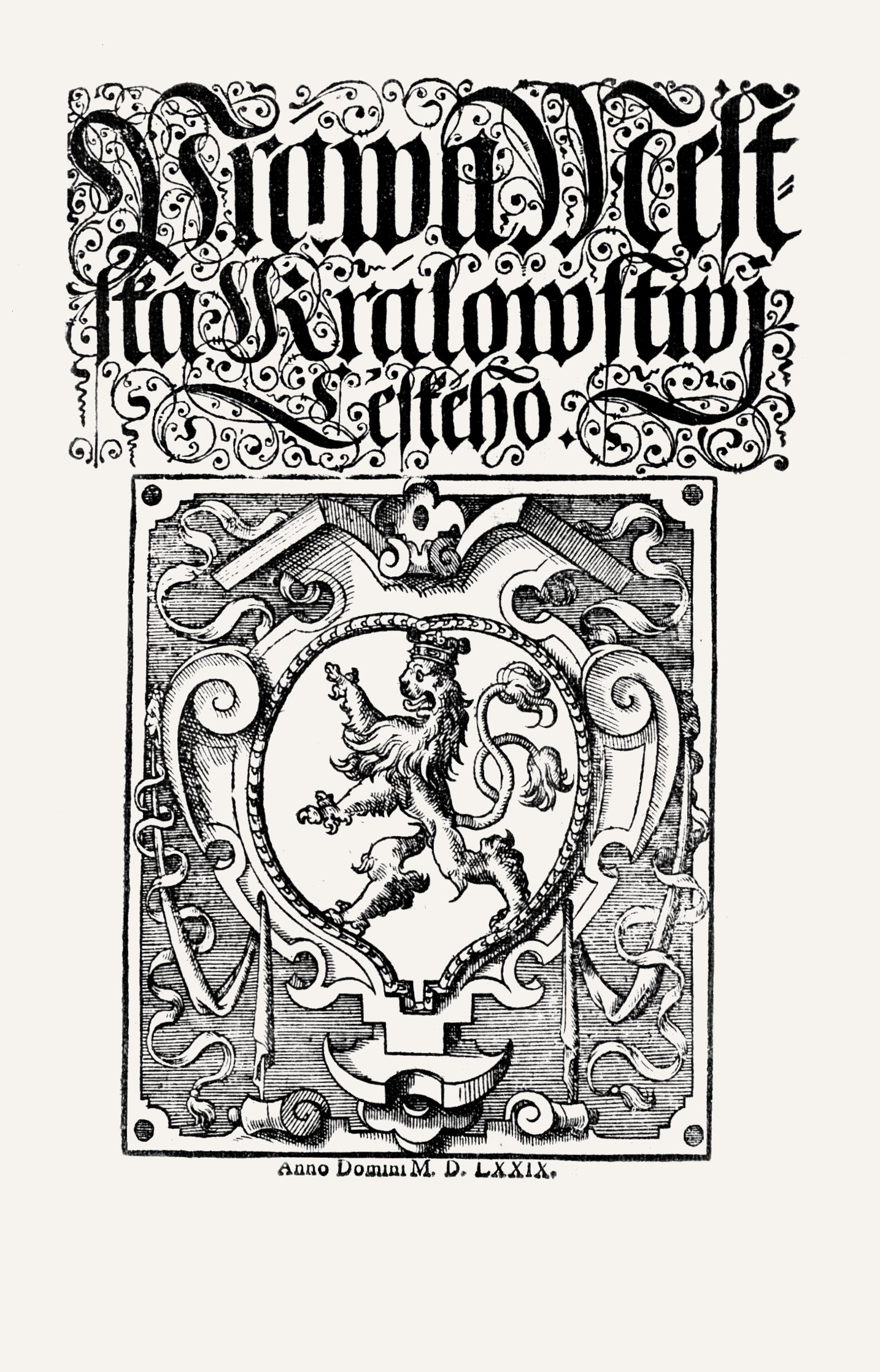
Les privilèges urbains du Royaume de Bohême, 1579

## 1561-1564

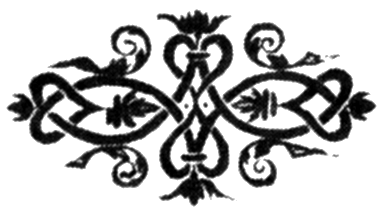

En 1561, en plus de ses publications habituelles et d'une troisième édition de sa Bible, il mit sous presse Epistolarum Medicinalium libri quinque (cs) de Pierandrea Mattioli qui contient ses lettres à des patients importants. Mattioli était à Prague depuis 1554 en tant que médecin personnel de Ferdinand de Tyrol, et cet ouvrage permet de révéler des découvertes médicales importantes. C'était un projet de prestige qui incita Melantrich à réaliser un nouveau signet qui reprenait une devise locution latine nec igni cedit nec ferro ("il ne cède ni au feu ni au fer"). Pour ce livre, il fut aussi récompensé par des droits seigneuriaux.
Immédiatement après, Melantrich a commencé à travailler sur une autre œuvre de Matthiolis, aujourd'hui bien plus connue, son herbier,  Commentarii in libros sex Pedacii Dioscoridis, paru en 1544. L'édition tchèque a été achevée en 1562. C'était la première édition tchèque du livre, qui à l'époque était déjà connu dans toute l'Europe. Par rapport aux éditions précédentes, le livre a été élargi et révisé par l'auteur. L'initiateur de l'édition était probablement Ferdinand de Tyrol, qui a manifestement soutenu la préparation et l'impression. Cependant, toutes les personnes concernées, y compris Melantrich, ont été impliquées dans le financement. En raison notamment de plus de 200 grandes gravures sur bois réalisées avec minutie, le projet était encore plus exigeant que sa première édition de la Bible. Tadeáš Hájek a l'a traduit en tchèque et Georg Handsch (cs) en allemand, et l'édition presque simultanée des versions tchèque (1562) et allemande (1563) a couvert l'ensemble du marché du livre en Europe centrale. L'édition tchèque a été vendue dans les pays de la Couronne de Bohême et en Pologne, l'édition allemande a été vendue en Allemagne, en Autriche et dans d'autres régions germanophones
À cette époque, le commerce du livre n'était pas encore développé. Les livres ont été vendus non reliés directement dans les bureaux des officiers et sur les lieux des foires, notamment la Foire du livre de Francfort, à laquelle Melantrich a assisté. Une grande partie des livres étaient également vendus par des relieurs.
En cette année 1962, Melantrich a aussi sorti des manuels de latin, dont la grammaire latine de Philippe Mélanchthon : avec 19 titres, ce fut sa plus grande production annuelle.
En 1563, en plus de ses productions habituelles, il publia entre autres un ouvrage de Bohuslaus Lobkowicz von Hassenstein (de) et surtout un texte d'Érasme originellement paru en 1534, Erasmi Roterodami Liber cum primis pius, De præparatione ad mortem (Livre d'Érasme de Rotterdam, dans lequel chaque chrétien reçoit un enseignement sur la façon de se préparer à la mort), avec des gravures de Hans Holbein le Jeune. Le texte ayant été traduit par Popel von Lobkowitz, censeur depuis 1547, ce qui permit de caviarder les scènes satiriques et anti-catholiques et d'être publié sans difficulté.
L'ouvrage le plus important de Melantrich en 1564 est le livre Práva a zřízení zemská království Českého (Les droits et l'ordre régional du Royaume de Bohême) de Wolf z Vřesovic, qui décrit la constitution juridique et politique de la Bohême de l'époque.

L'herbier de Mattioli, édition allemande de 1563
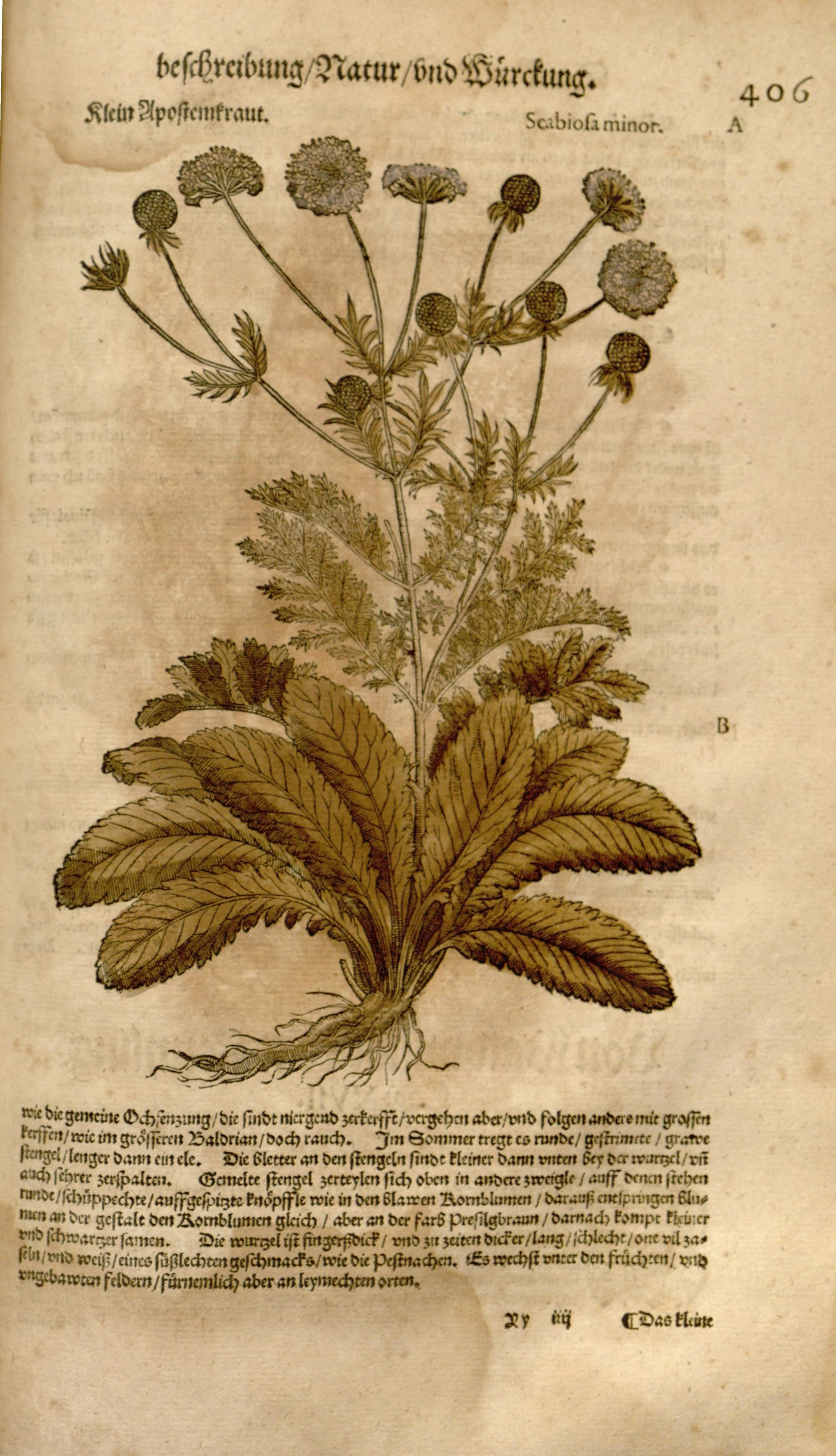
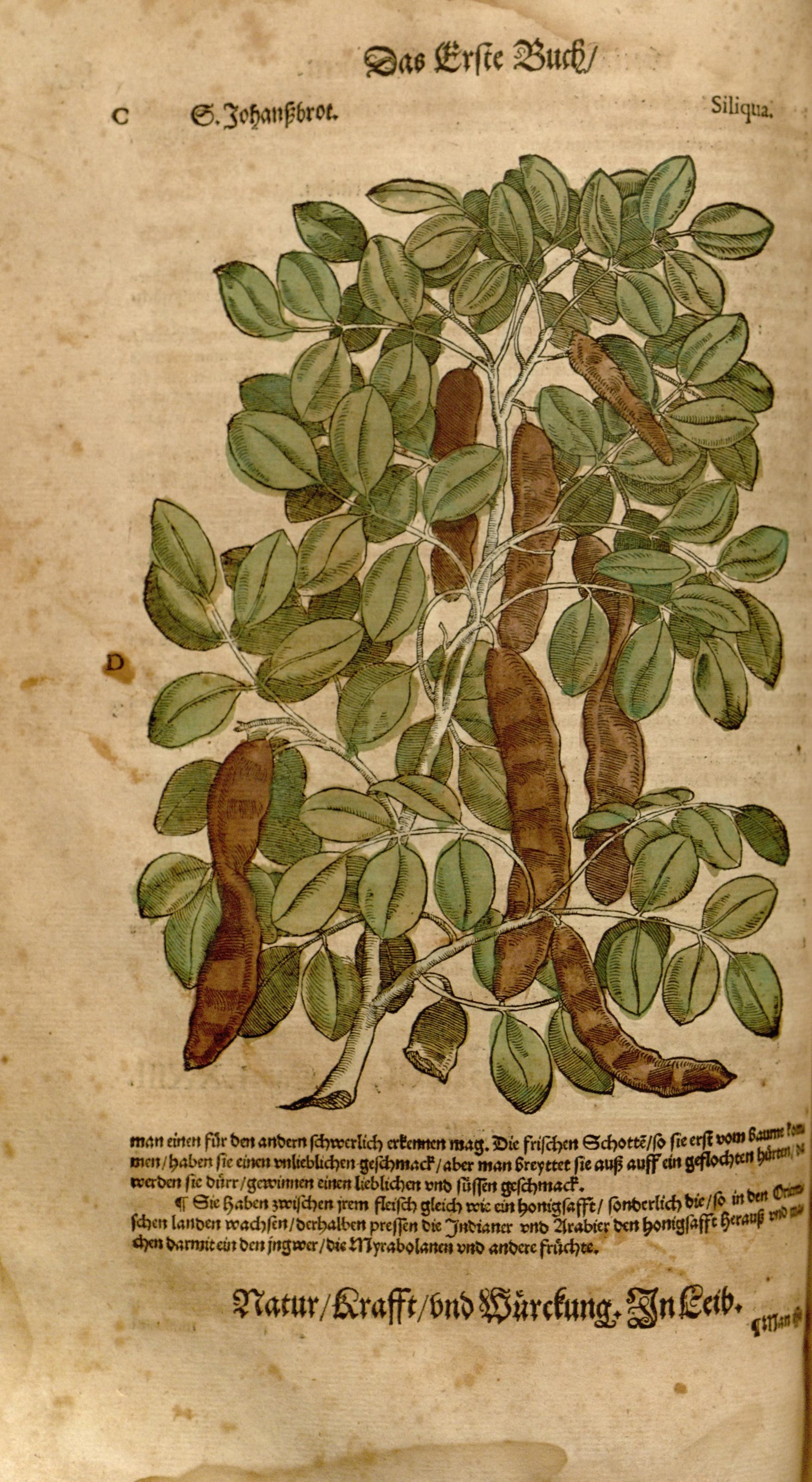
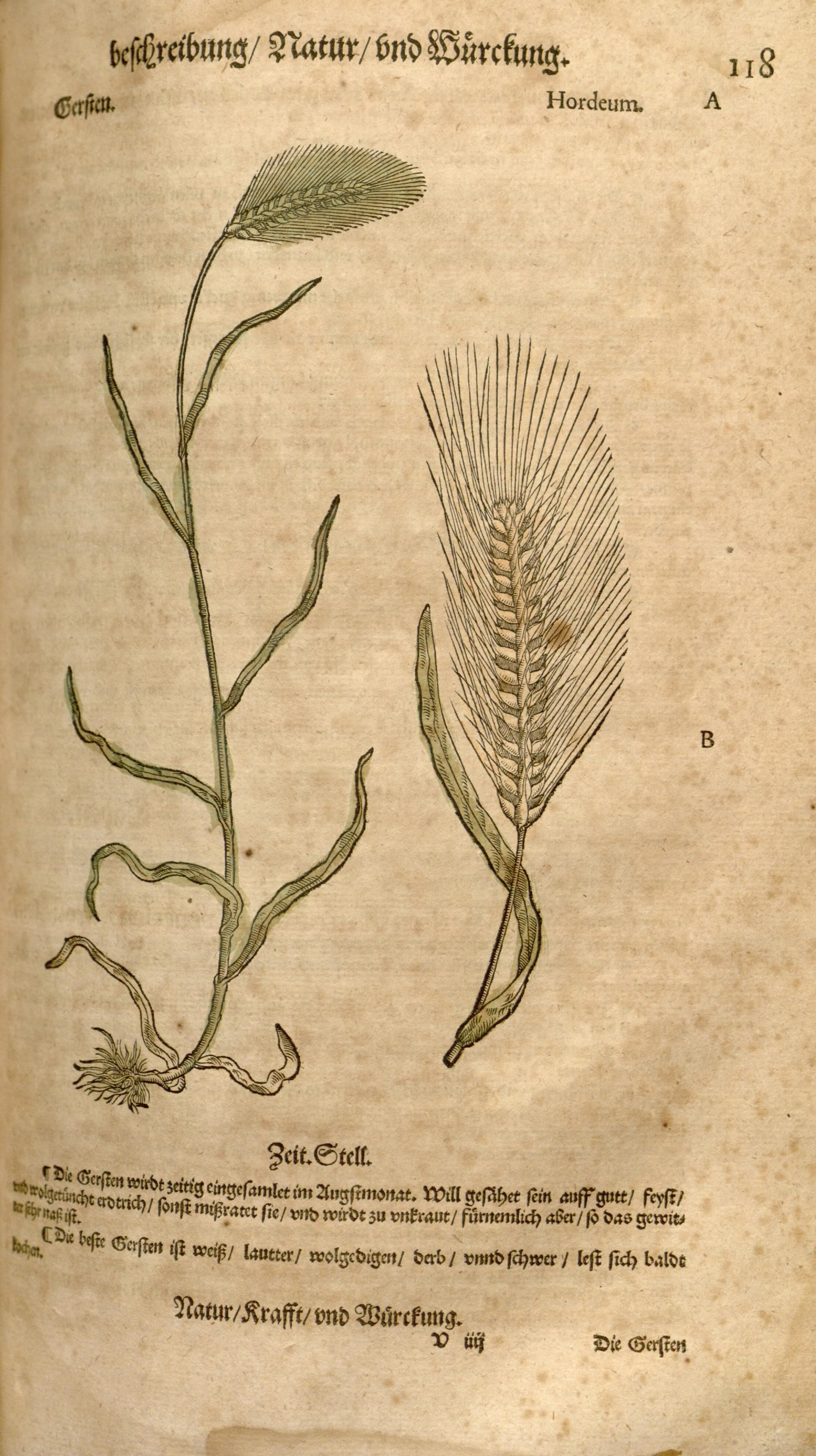
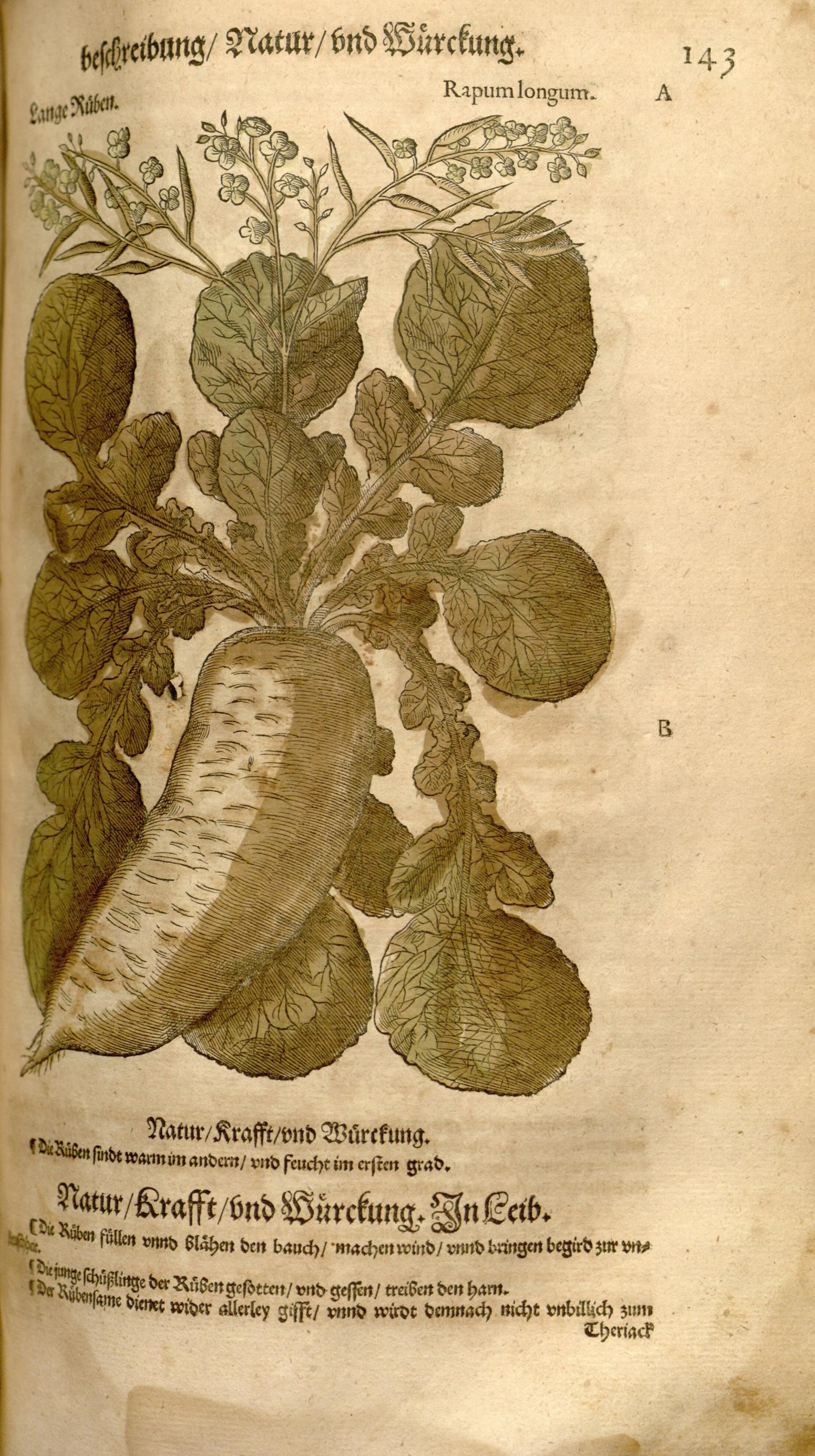

## 1564 - 1570

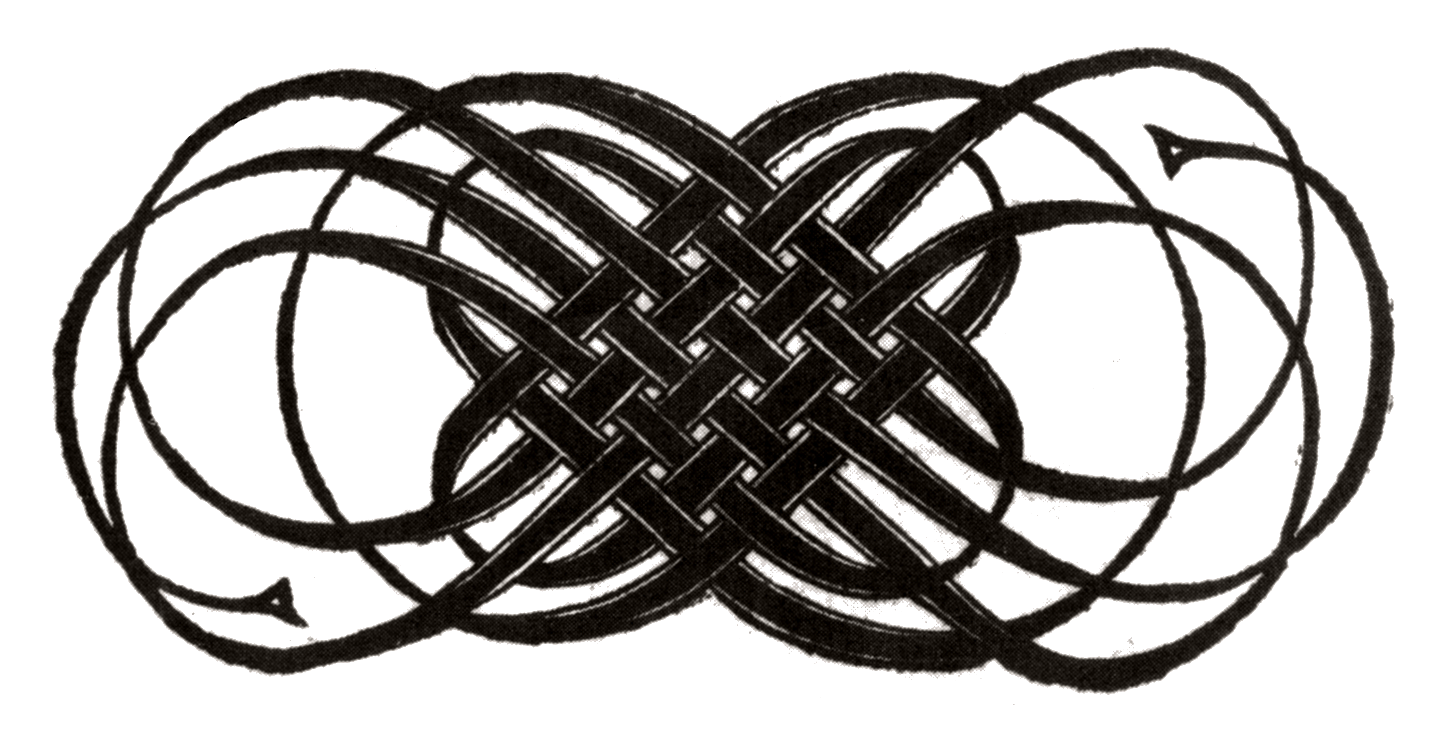

Après 1564, il y a une rupture dans la production de sa maison d'édition : seuls les titres habituels et les rééditions étaient publiés. Plusieurs raisons peuvent expliquer ce phénomène. D'abord son âge (53 ans), ensuite son travail au conseil municipal, et le fait qu'il ait acquis une nouvelle demeure dans la Vieille Ville, qui fut ensuite connue sous le nom de Melantrichův dům (cs) et qui fut détruite à la fin du dix-neuvième siècle.
Une autre raison est que l'archiduc a quitté Prague pour le château d'Ambras dans le Tyrol. rague avait donc perdu son caractère de siège royal, ce qui dura jusqu'à la mort de Rodolphe II. Les personnalités importantes et les humanistes avaient donc plus de chance d'être attirés par la cour de Maximilien II à Vienne.
En 1565, il publia un texte de Jérôme Savonarole qui connut ensuite deux rééditions, Sept beaux sermons réconfortants. Un autre livre s'est bien vendu : Chronique d'Hercule de Sigmund Antoch von Helfenberg, un mathématicien. Dans son catalogue, Melantrich avait presque tous les livres populaires de l'époque : Testaments des douze patriarches, Theriobulia de Jan Dubraw, Alexandreis, Till l'Espiègle, Fortunatus (de), Salomon et Marcolf, Mélusine, Roman des sept sages, Pyrame et Thisbé et Bruncvík. Comme autre succès, on peut citer un guide de conversation allemand-tchèque (et vice-versa) d'Andreas von Glatau qui fut réimprimé jusqu'au dix-septième siècle.

Gravures
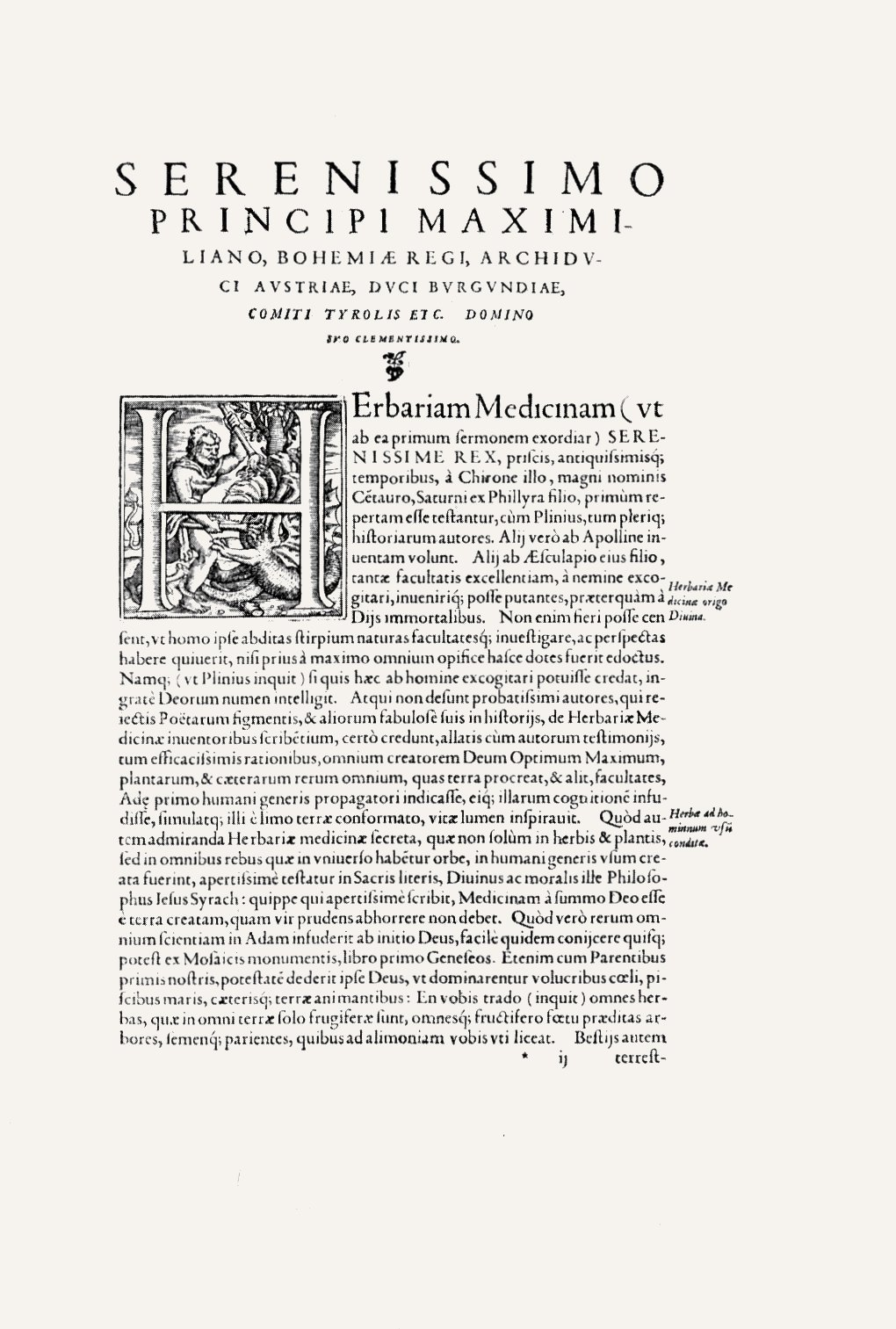
Lettre médicale  de Pierandrea Mattioli, 1561
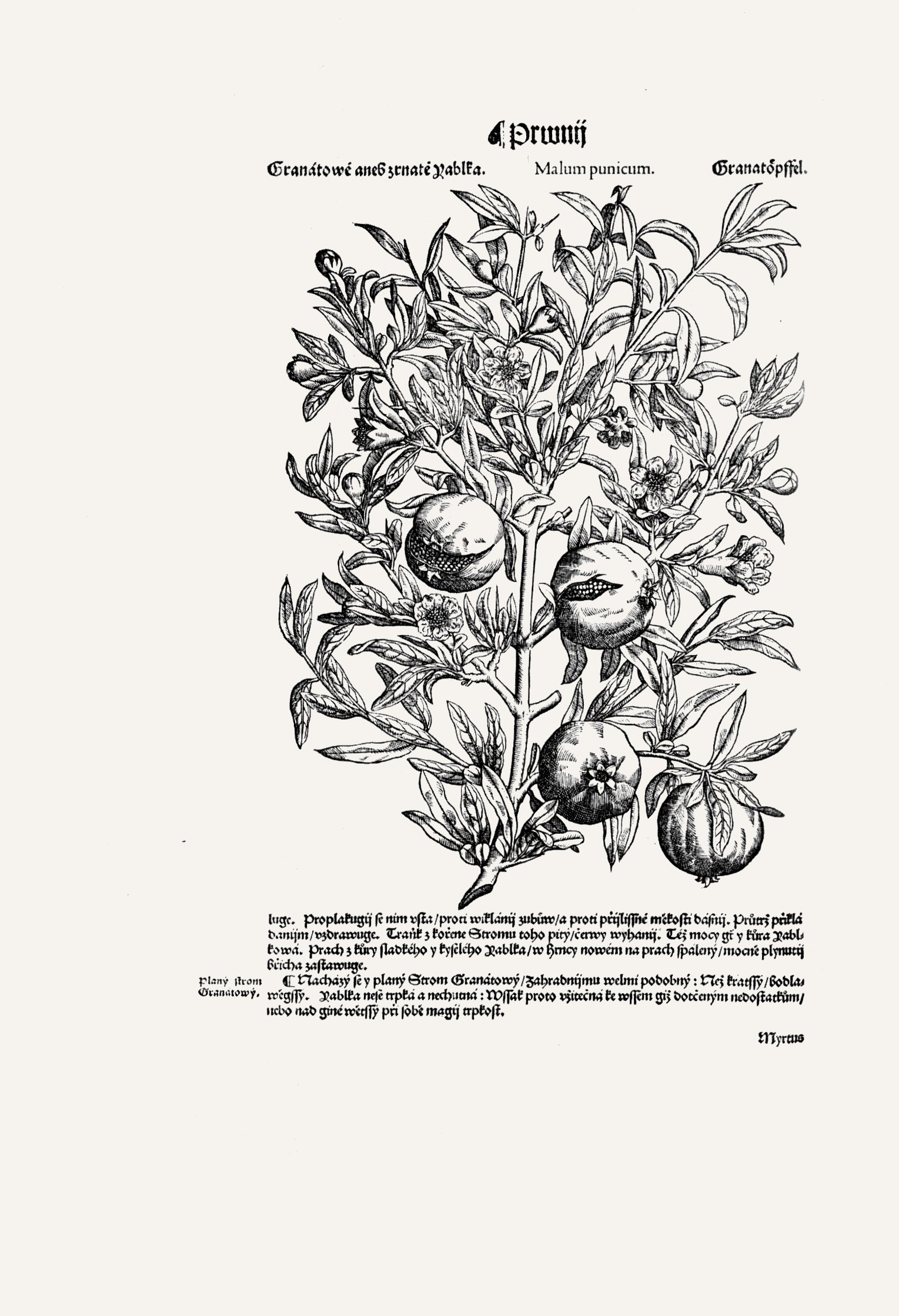
L'herbier de Pierandrea Mattioli, 1562
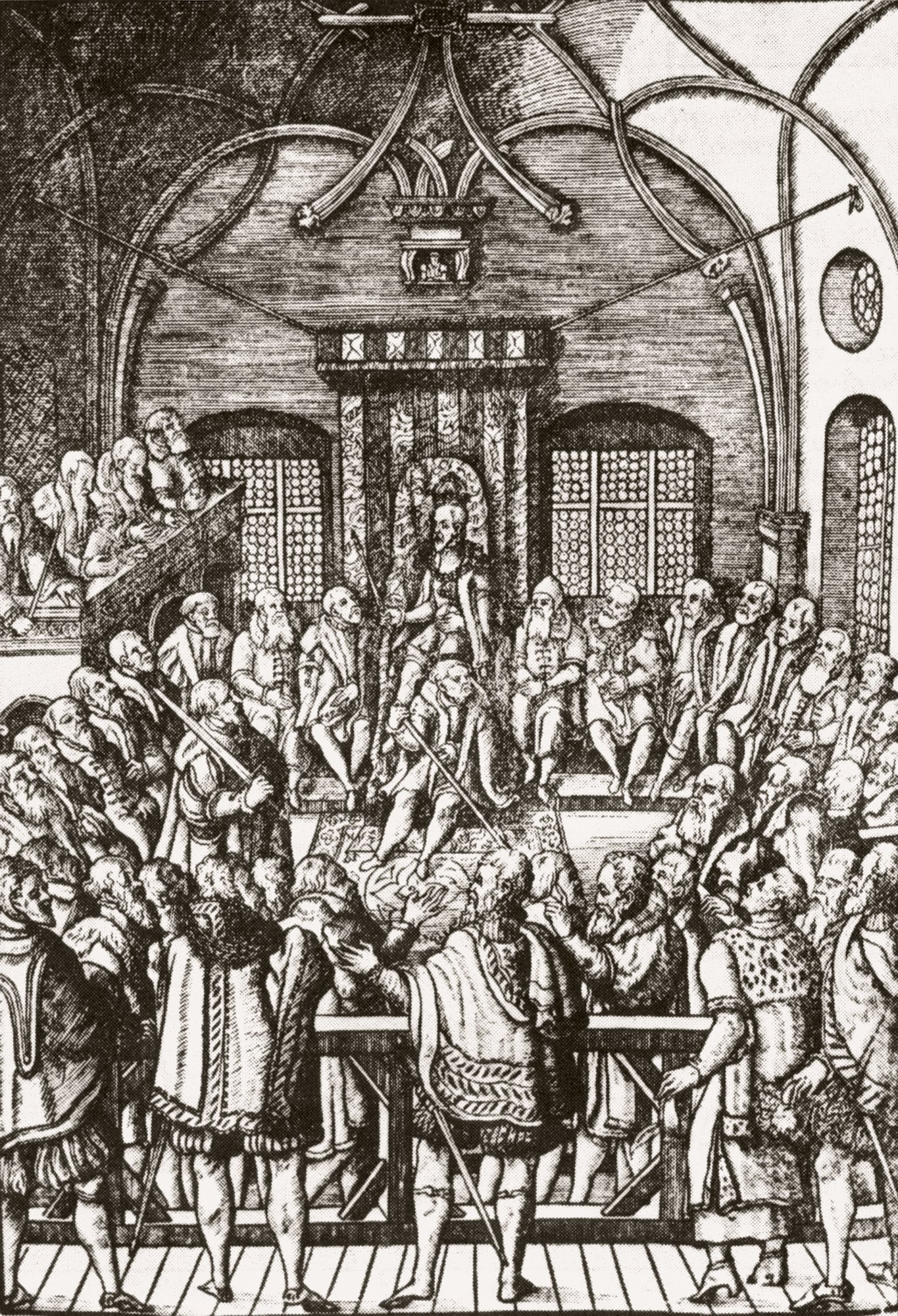
Session à la cour, 1564

## Après 1570

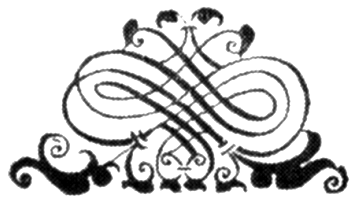

En 1570, une nouvelle édition de la Bible a finalement été publiée. L'ouvrage a été doté d'un nouvel index et d'un nouveau registre. Mais surtout, il a reçu une toute nouvelle série de gravures sur bois créées par des artistes de premier plan (comme Francesco Terzio spécialement pour cette édition. Il n'est donc pas étonnant que cette édition, grâce à sa qualité typographique et artistique, soit parmi les meilleures jamais réalisées. La page de garde a également été redessinée, qui comprend la seule illustration connue de Melantrich. Les plus de cent gravures sur bois ont signifié une toute nouvelle compréhension de l'illustration, qui se démarquait de manière frappante des publications couramment utilisées à l'époque et était liée à la peinture et à l'art graphique italiens contemporains. La Bible a été dédiée à l'empereur Maximilien II. Après sa mort en 1576, Melantrich a évidemment ajouté une nouvelle page de titre au reste de l'édition non vendue avec une dédicace à l'empereur Rodolphe II. De manière quelque peu surprenante, l'édition de 1570 a reçu quelques commentaires de la part des censeurs, bien que le texte ne diffèrait pas des éditions précédentes. Cela montre évidemment la tension et la polarisation religieuse qui se sont également fait sentir ailleurs, culminant avec la deuxième révolte de Bohême en 1618.
Un certain nombre de collaborateurs de Melantrich faisaient partie de Confessio Bohemica, une confession de foi protestante élaborée en 1575 qui tente de faire la synthèse de plusieurs courants confessionnels alors présents en Bohême. On peut par exemple citer Petrus Codicillus (la), qui s'occupait des calendriers des saignées, les almanachs et un dictionnaire latin-tchèque-allemand. Il y avait aussi Pavel Pressius, théologien et hebraïsant, qui rédigea une grammaire.
Bien que Melantrich soit le plus proche des luthériens dans le domaine de la littérature religieuse (Urbanus Rhegius, Johannes Mathesius (en)), il publia des ouvrages acceptés par tous (Jésus Ben Sira, Érasme, Thomas von Kempen) ainsi que des ouvrages résolument catholiques, tels que les sermons de Jérôme Savonarole mentionnés ci-dessus ou la postille (en) de Johann Ferro, imprimée en 1575 aux frais de l'archevêque Antonín Brus et de Wilhelm von Rosenberg. Cette publication en deux volumes se distingue à nouveau par sa qualité typographique et ne donne pas l'impression que Melantrich l'a imprimée par contrainte. La postille de Ferro est décorée de gravures sur bois de première qualité et sertie du Melantrich-Schwabacher spécial, qui contenait un jeu complet de diacritiques, de sorte qu'il n'était pas nécessaire de travailler avec des digraphes comme c'était le cas pour les gravures plus anciennes. Certains des caractères utilisés par Melantrich pour la postille de Ferro avaient déjà été utilisés en 1564 pour l'édition illégale du texte de Jan Hus. Cependant, l'hypothèse selon laquelle la police de caractère prouverait que l'origine du livre de Hus viendrait de l'atelier de Melantrich est peu probable : Melantrich avait probablement acheté les caractères utilisés à Nuremberg, où la postille de Jan Hus avait probablement été imprimée en 1564.
En 1576, Melantrich a fiancé sa fille aînée Anna, alors âgée de dix-neuf ans, au professeur pragois Daniel Adam z Veleslavína (de), âgé de trente ans. Il l'a sans doute fait pour des raisons pratiques, car il devait transmettre une entreprise prospère à un successeur compétent. Le mariage eut lieu le 27 novembre 1576 et à cette occasion, une petite anthologie de vers latins fut publiée. Daniel Adam, qui utilisait le prédicat "z Veleslavína" depuis 1578, a commencé à agir comme partenaire de Melantrich et à diriger l'imprimerie juste après le mariage. Cela a apporté une nouvelle dynamique à l'édition du livre, mais aussi certains problèmes de fonctionnement. En 1577, par exemple, l'archevêque a menacé de fermer l'imprimerie parce qu'elle n'avait pas soumis, par erreur ou intentionnellement, l'édition de la Bible à la censure. Veleslavín, qui était proche du calvinisme et de l'Unité des frères, n'était évidemment pas prêt à faire de telles manœuvres et des compromis, comme l'avait fait jusqu'alors Melantrich .
En 1577 furent publiés des textes de Cicéron et le thésaurus de Basile Faber, le calendrier Veleslavíns, et La Charte urbaine du Royaume de Bohême (Koldínův zákoník (cs)) de Pavel Kristián z Koldína (cs). Ces publication furent l'œuvre conjointe des deux imprimeurs, mais Melantrich publia seul des chansons de Šimon Lomnický z Budče (de) et un texte de Sébastien Castellion, humaniste suisse et opposant à Calvin. Le dernier livre à qui il fera voir le jour fut Massopust (cs) (Carnaval), un livre du prêtre utraquiste Vavřinec Leander Rvačovský ze Rvačova (cs) écrit dans un langage cru.

Bible de Melantrich, Édition de 1570
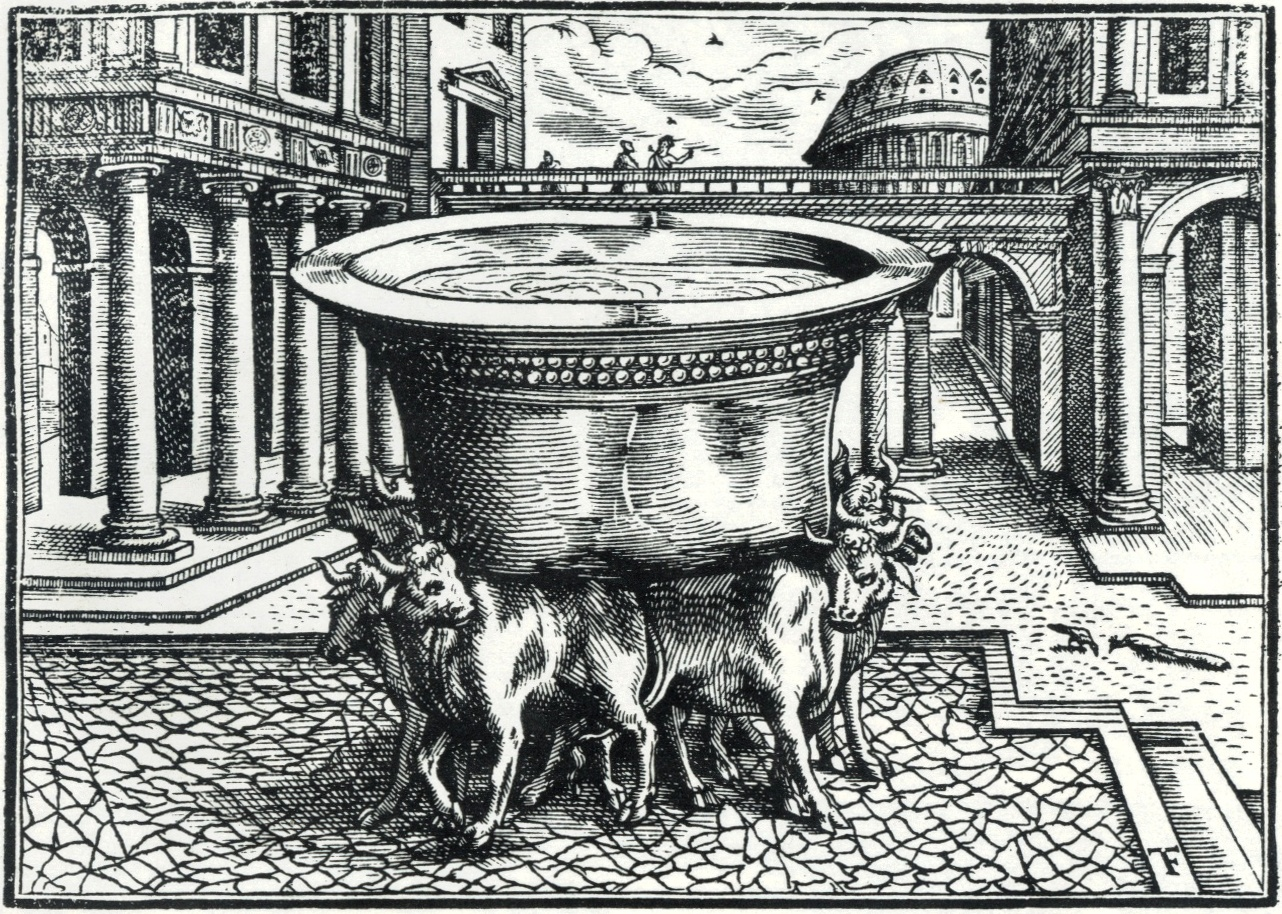
Temple de Salomon, Illustrations de Francesco Terzio
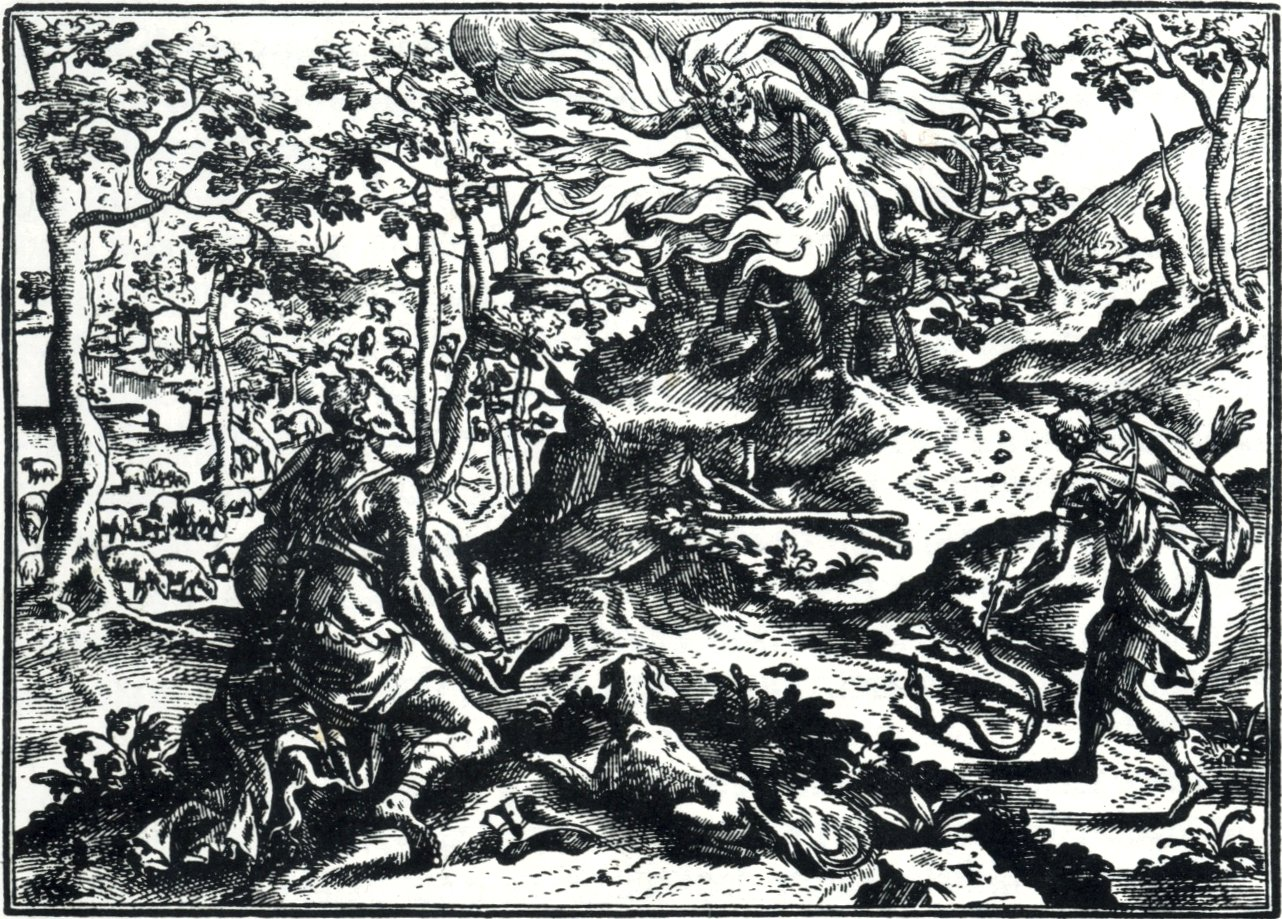
Moïse
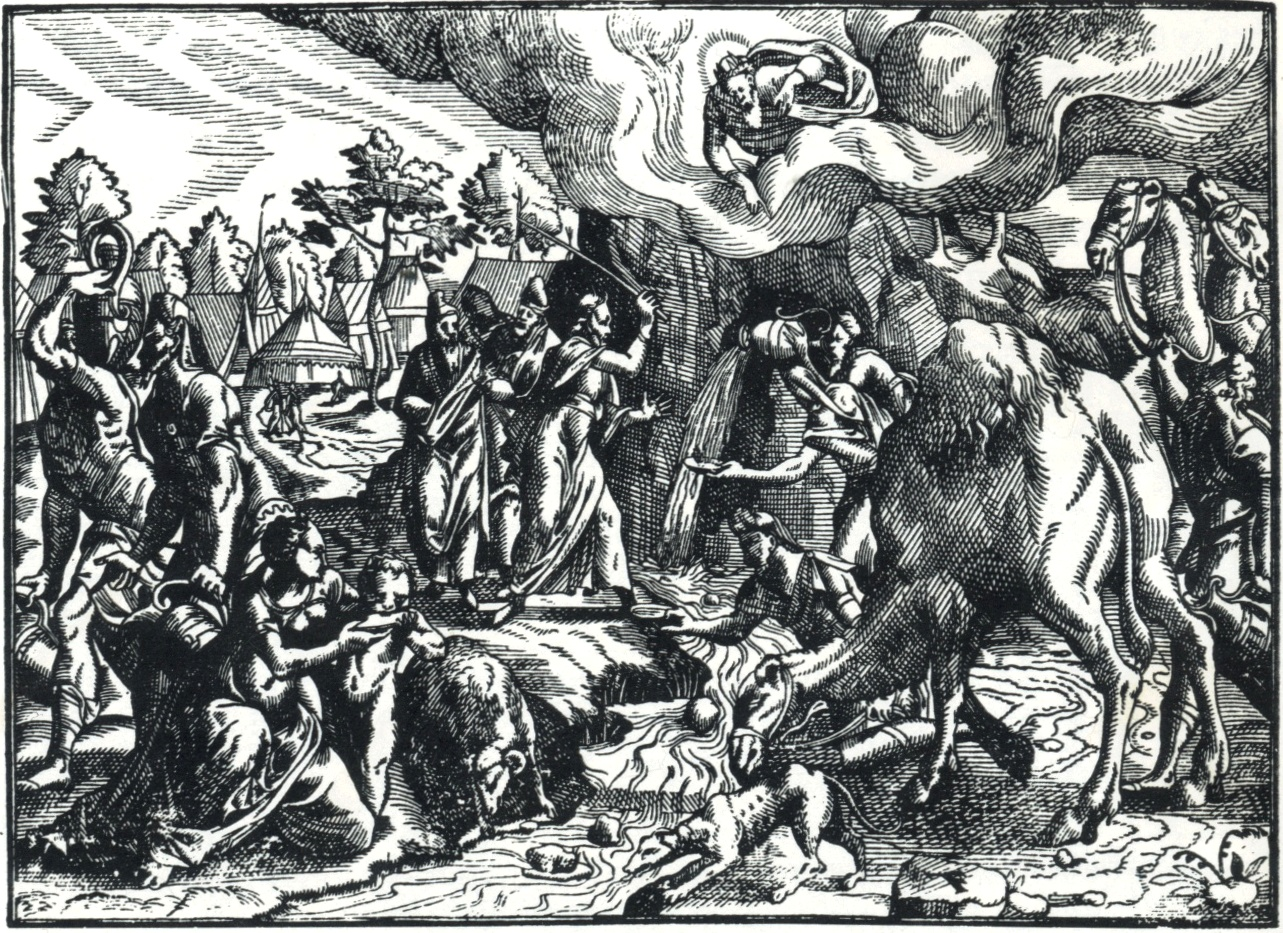
Moïse
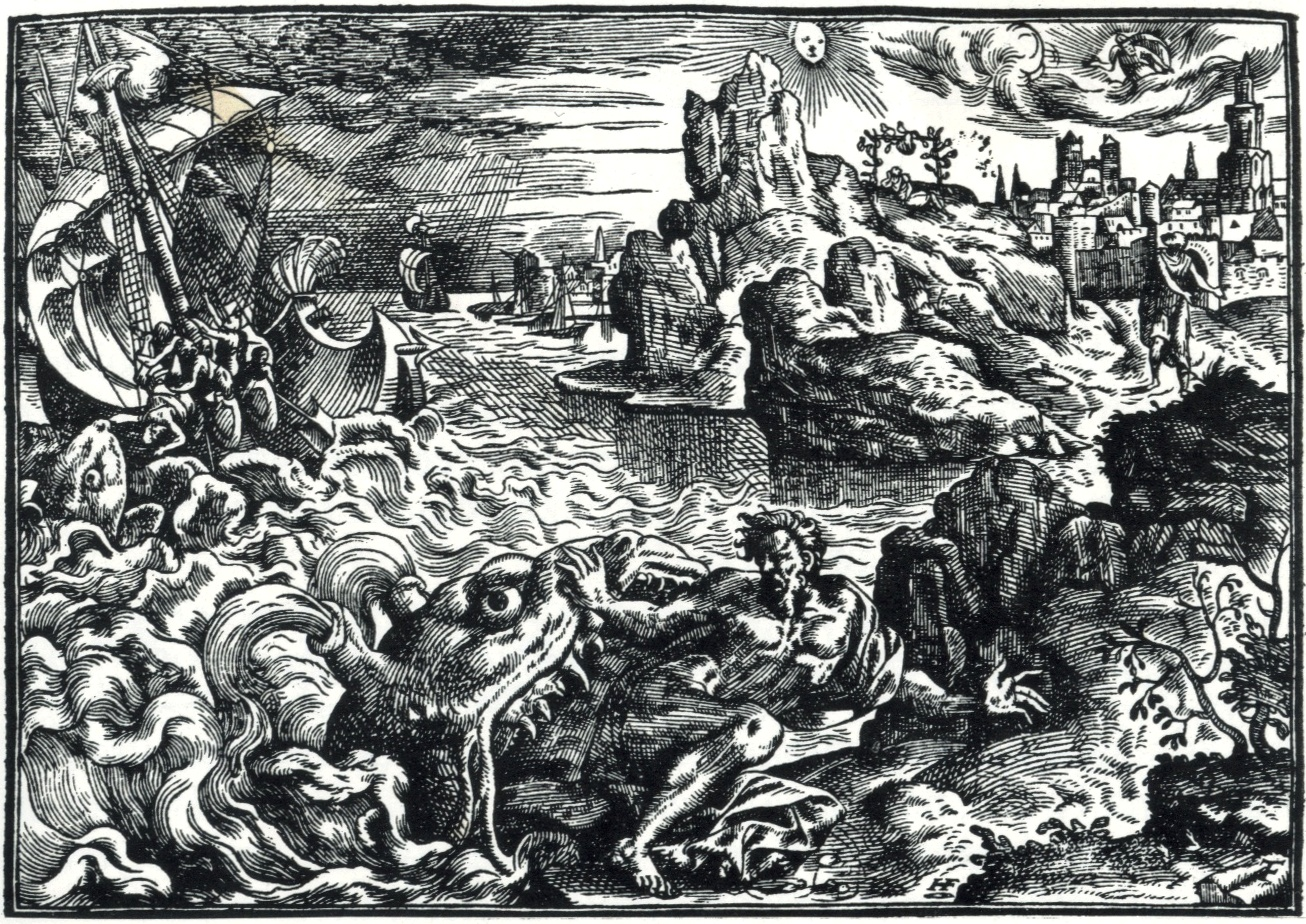
Jonas et la baleine

## Décès
Melantrich est mort le 15 novembre 1580, et ses relations tendues avec son gendre se manifestent par le fait qu'il n'a rien laissé du tout à son gendre. Son fils hérita de l'entreprise et Daniel Adam z Veleslavína (de) jusqu'en 1584, en attendant sa majorité. Mais après sa mort prématurée, Daniel Adam dut revenir reprndre les rênes de l'imprimerie. Il poursuit sa politique d'édition, déjà établie en 1576 et qui, à certains égards, suit Melantrich. Comme Melantrich, Daniel Adam était aussi l'imprimeur bohémien le plus important de son époque. Cependant, alors que Melantrich était plus soucieux de compromis et de tolérance, Veleslavín a agi de manière beaucoup plus déterminée. En cela aussi, ils reflètent tous deux l'époque à laquelle ils ont vécu.

## Postérité
Une maison d'édition (Melantrich) et une rue (Melantrichova (cs)) portent son nom.
Pour lui rendre hommage, la Banque nationale tchèque a émis une pièce commémorative en 2011.